# Загородная улица (Киев)
Загородная улица (укр. Загородня вулиця) — улица в Голосеевском районе города Киева. Пролегает от улицы Большая Васильковская до улицы Казимира Малевича, исторически сложившаяся местности (районы) Новое Строение.
Примыкает улица Антоновича.

## История
Безымянная улица возникла в начале 19 века. В 1869 году получила название Лыбедской переулок — из-за реки Лыбедь. Со временем Лыбедской переулок был объединён с Загородной улицей, которая пролегала до Прозоровской улицы (сейчас Василия Тютюнника). 
21 марта 1977 года часть (исторический Лыбедской переулок) Загородной улицы (от Боженко до Красноармейской) в отдельную улицу Панаса Любченко — в честь советского и украинского политического деятеля Панаса Петровича Любченко, согласно Решению исполнительного комитета Киевского городского совета депутатов трудящихся № 410 «Про упорядочивание наименований и переименований улиц и площадей г. Киева» («Про впорядкування найменувань та перейменувань вулиць і площ м. Києва»). Другая часть (от Красноармейской до Анри Барбюса) Загородной улицы была ликвидирована в 1980-е годы в связи с перепланированием застройки. 
8 октября 2015 года улице было возвращено одно из исторических названий, согласно Решению Киевского городского совета № 128/2031 «Про возвращение исторических названий улицам и переулкам в городе Киеве» («Про повернення історичних назв вулицям та провулкам у місті Києві»).

## Застройка
Улица пролегает в юго-западном направлении параллельно улице Ковпака. 
Парная и непарная стороны улицы заняты многоэтажной жилой застройкой и учреждениями обслуживания, но к улице относится только один дом (№ 15). В доме № 15 расположены государственные учреждения и частные предприятия. 
Учреждения:
1. дом № 15 — государственное предприятие «Государственный информационно-аналитический центр мониторинга внешних товарных рынков»